# 彼得森米爾 (加利福尼亞州)
彼得森米爾（英語：Peterson Mill）是位於美國加利福尼亞州因約縣的一個非建制地區。該地的面積和人口皆未知。

## 地理
彼得森米爾的座標為37°15′16″N 117°28′42″W / 37.25444°N 117.47833°W，而該地的平均海拔高度為2722米（即8930英尺）。